# Mesochris
Mesochris – domniemany władca starożytnego Egiptu z III dynastii
Imię Mesochris jest pochodzenia greckiego i pochodzi z dzieła Manetona, cytowanego przez Juliusza Afrykańskiego. 
Koncepcje dotyczące tego władcy:
- Miał rządzić Egiptem między Hudżefą II a Hunim (von Beckerath, Schneider).
- Mesochrisa należy utożsamiać z Neferką (von Beckerath, Kwiatkowski, Grimal).
- Mesochris i Sanacht to ta sama osoba (Swelim).
- Mesochris to samodzielny władca, a jego imienia własnego i horusowego nie znamy (Schneider).